# レンブラント (小惑星)
レンブラント (4511 Rembrandt) は小惑星帯に位置する小惑星である。ヨハネスブルクのオランダ人天文学者、ヘンドリク・ファン・ヘントが発見した。
17世紀を代表するオランダの画家、レンブラント・ファン・レイン に因んで命名された。